# Operación Pilar Defensivo
La Guerra de Gaza de 2012, conocida en Israel como Operación Pilar Defensivo (o Columna de Nube), fue una operación militar llevada a cabo por las Fuerzas de Defensa de Israel (FDI) en la Franja de Gaza, iniciada el 14 de noviembre de 2012 con el asesinato de Ahmed Yabari, jefe de la rama militar gazatí de Hamás y concluida el 21 del mismo mes con el acuerdo de un alto al fuego. El periodo previo a esta operación estuvo marcado por un intercambio de mutuos ataques de respuesta israelí-palestinos.
Según el gobierno israelí, comenzó como respuesta al lanzamiento de más de cien cohetes Qassam durante un periodo de 24 horas, el ataque de combatientes gazatíes contra uno de sus vehículos de patrulla militar dentro de los límites israelíes y la detonación de un artefacto explosivo improvisado (IED en inglés) cerca de sus soldados en el lado israelí del túnel que pasa bajo la barrera de Cisjordania. Según ellos, los objetivos de la operación consistían en detener el lanzamiento de cohetes desde la Franja, los cuales se habían incrementado fuertemente en los días previos a la incursión militar y limitar las capacidades de organizaciones palestinas como Hamás.
El gobierno de Hamás negó ser el agresor, e hizo valer su derecho a defender a sus ciudadanos contra el bloqueo de la Franja de Gaza y la ocupación de Cisjordania y de Jerusalén Este. Su ministro de Asuntos Exteriores declaró: «Si Gaza no es un lugar seguro, vuestras ciudades tampoco lo serán». Asimismo, culparon al gobierno israelí del incremento de la violencia, acusando a su ejército de ataques contra civiles gazatíes en los días previos a la operación.
Tres días después del comienzo de las hostilidades, Israel había lanzado un total de 750 ataques aéreos y los combatientes palestinos habían disparado 650 cohetes. Durante toda la operación, las FDI aseguraron haber atacado más de 1500 lugares de la Franja, entre los que incluían lanzaderas de cohetes, depósitos de armas, instalaciones gubernamentales y bloques de apartamentos. Funcionarios de Gaza aseguraron que 133 palestinos habían muerto en el conflicto: 79 combatientes, 53 civiles y un policía, mientras que otros 840 habrían sido heridos. Muchas familias fueron desplazadas de sus hogares. Algunas bajas palestinas se produjeron como consecuencia de errores en el lanzamiento de sus propios cohetes que cayeron dentro de la Franja. Ocho palestinos fueron ejecutados por miembros de las Brigadas de Ezzeldin Al-Qassam acusados de colaborar con el enemigo.
Desde los primeros días de la ofensiva, bajo el impulso del presidente de Egipto, Mohamed Morsi, se sucedieron las reuniones diplomáticas de alto nivel en El Cairo para buscar una solución negociada al conflicto y detener la escalada de violencia. El 21 de noviembre de 2012, la secretaria de estado de los Estados Unidos, Hilary Clinton, y el ministro de Asuntos Exteriores de Egipto, Mohamed Kamel Amr, anunciaron un alto el fuego. Tras una primera fase de cese de los ataques militares, le seguiría una segunda en la que se negociarían las condiciones que darían paso a la tregua permanente.
Mientras que Irán, Rusia, Egipto, Turquía y distintos países árabes y musulmanes condenaron el ataque israelí, Canadá, Alemania, Reino Unido, Estados Unidos y otros países occidentales expresaron su apoyo al derecho de Israel a defenderse a sí mismo o condenaron los ataques con cohetes de Hamás contra su territorio. El Consejo de Seguridad de las Naciones Unidas celebró una sesión de emergencia pero no tomó ninguna decisión al respecto.

## Etimología
Aunque el nombre oficial en inglés de la operación es Pilar defensivo, la traducción del nombre hebreo es Pilar o columna de nube. El representante del ejército israelí en Estados Unidos explicó que se refiere a la columna de nubes que aparece en la Biblia y en la Torá protegiendo a los judíos durante su éxodo de los arcos y catapultas egipcios y guiándoles hasta la Tierra Prometida, en una analogía con la protección que supuestamente les brindaría de los cohetes palestinos.
Hamás etiquetó sus acciones como Operación piedras de aceite, denominación obtenida del Corán.

## Antecedentes y contexto
Una frágil tregua entre el ejército israelí y las facciones palestinas de Gaza fue firmada el 19 de junio de 2008, pero nunca fue implementada del todo. Aun cuando la tregua incluía que «todas las acciones militares por ambas partes y todos los disparos de cohetes se detendrían el 19 de junio de 2008, por un período de seis meses, y que los suministros humanitarios serían restaurados a su nivel normal que había existido antes de la retirada de Israel en 2005 (alrededor de 700 camiones al día)», en la práctica ni los ataques cesaron del todo (bajaron en un 97%) ni el suministro retornó al nivel acordado, llegando en los cuatro primeros meses de la tregua a un nivel aproximado del 27% de lo anterior a la imposición del bloqueo. La tregua fue definitivamente interrumpida el 4 de noviembre de 2008, cuando un ataque israelí sobre la Franja de Gaza mató a seis palestinos.
En el mes siguiente, entre diciembre de 2008 y enero de 2009 las IDF llevaron a cabo una operación militar de tres semanas sobre Gaza denominada Plomo fundido. Tras una semana de bombardeos y ataques aéreos, la marina israelí bloqueó la costa gazatí mientras las tropas de infantería procedían a la invasión terrestre: murieron 1 400 palestinos y 13 israelíes. Tras el ataque a Gaza, el lanzamiento de cohetes y morteros sobre Israel disminuyó en 2010, para recrudecerse a partir de 2011. Hamás argumentó que los cohetes eran «la única manera de responder a su encarcelamiento y para dramatizar su situación humanitaria», exigiendo a Israel el final del bloqueo marítimo de la costa gazatí como condición para el cese en su lanzamiento.
Mientras tanto, Israel siguió manteniendo, a pesar de la creciente presión internacional, el bloqueo de la Franja, instaurado tras la victoria electoral de Hamás en 2006: impidiendo la entrada de materiales para la reconstrucción de los edificios, las infraestructuras sanitarias, de suministro de agua y electricidad destruidos en la ofensiva, así como la entrada de ayuda humanitaria y el tránsito de personas, se creó una crisis humanitaria para el millón y medio de gazatíes. La Franja de Gaza llegó a ser calificada de «campo de prisioneros» por el primer ministro británico David Cameron en julio de 2010. Un informe publicado a finales de agosto de 2012 por la Agencia de la ONU para los Refugiados Palestinos (UNRWA) y UNICEF subrayó la posibilidad de un desastre grave para 2020 si no se suspendía inmediatamente el bloqueo israelí, ya que, al no tener contacto con el exterior la economía de Gaza no podía prosperar, sumiendo al 40% de sus habitantes en la pobreza y casi al 80% de ellos en la necesidad de recibir alguna forma de ayuda para subsistir. El primer ministro israelí, Benjamín Netanyahu, negó la existencia de semejante crisis y declaró que el embargo era necesario para impedir que Hamás consiguiera armas.
En marzo de 2012, tras una nueva escalada de violencia, los servicios secretos egipcios mediaron entre Israel y Hamás consiguiendo una tregua que aceptaron también los dirigentes de los Comités de Resistencia y de la Yihad Islámica, que exigieron a Israel el fin de «los asesinatos de dirigentes políticos».

## Eventos previos a la operación

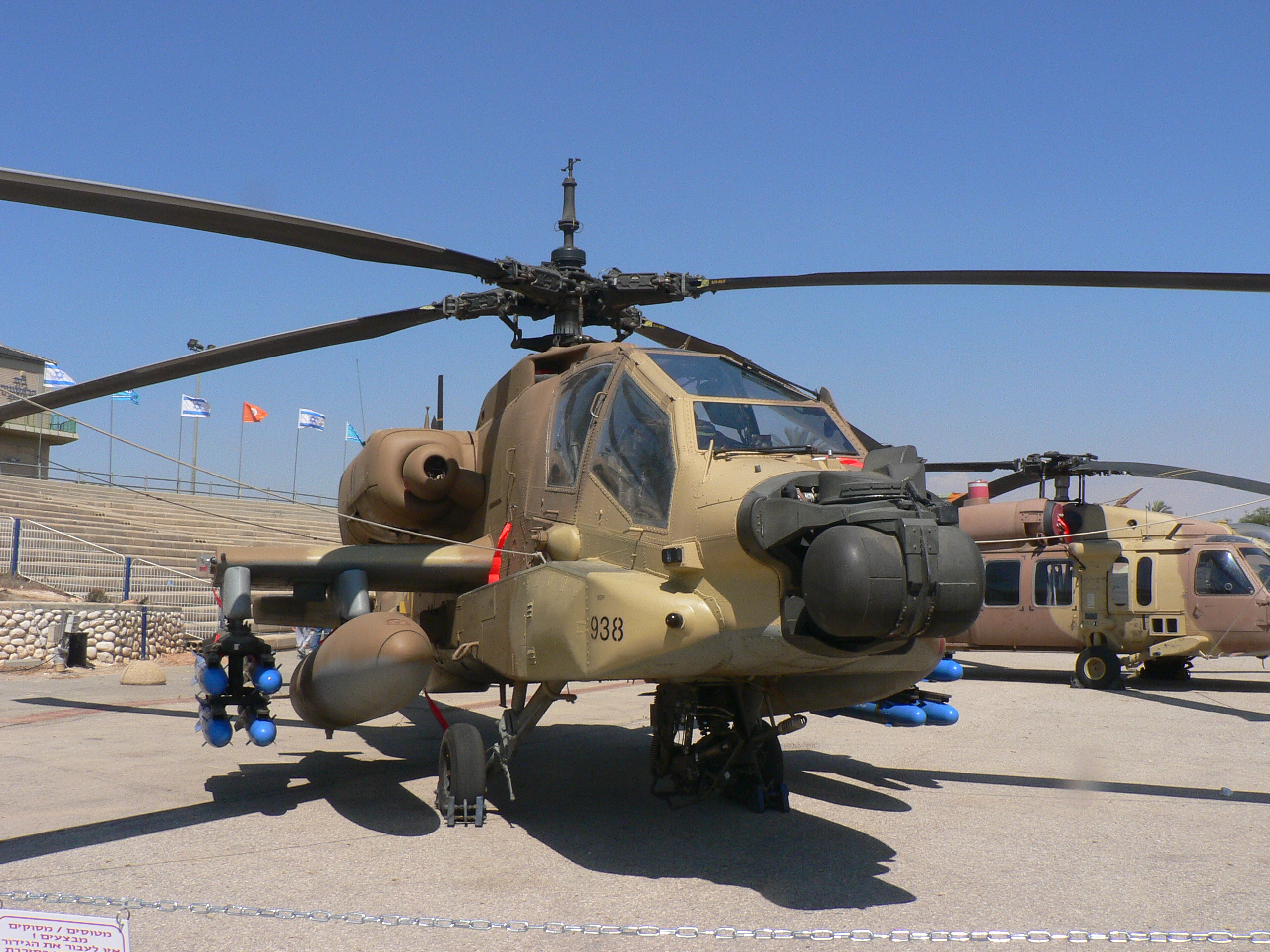
Un AH-64 Apache israelí, usado como plataforma para disparar misiles guiados contra objetivos palestinos en el marco de la política de asesinatos selectivos contra militantes y líderes políticos.

La organización de derechos humanos israelí B'Tselem estima que las fuerzas militares israelíes mataron en la Franja de Gaza a 273 palestinos entre el final de la Operación Plomo Fundido y el 30 de octubre de 2012, 113 de los cuales eran civiles que no tomaban parte en las hostilidades. Por otro lado, los disparos de cohetes y morteros contra Israel continuaron durante el 2012, contabilizándose 567 entre enero y octubre de ese año según un periódico.
Después de una serie de intercambios de fuego entre las partes en conflicto, el 4 de noviembre de 2012 soldados israelíes mataron en Gaza a un civil palestino, disparándole cuando se acercaba a la barrera de separación.
El día 6 de noviembre, irregulares palestinos atacaron una unidad del ejército israelí que estaba realizando una patrulla de rutina a lo largo de la frontera con la Franja de Gaza o una incursión cerca de la ciudad de Jan Yunis (según testigos palestinos, esas incursiones se han convertido en una práctica casi diaria): tres soldados resultaron heridos.
El jueves 8, después de otra incursión o una nueva patrulla fronteriza, hubo un fuerte intercambio de fuego, durante el cual intervinieron tanques y aparatos de la fuerza aérea israelí. Durante esos combates resultó muerto Hamid Younis Abu Daqqa, un muchacho palestino de Jan Yunis de 11 o 13 años, quien, de acuerdo a su padre, estaba jugando al fútbol. Un poco después, en ese mismo día, un cohete Qassam fue lanzado contra el sur de Israel, sin causar daños ni a personas ni materiales.
A partir de esa fecha la situación deterioró rápidamente: Amnistía Internacional informó de la muerte de al menos cinco civiles palestinos y de más de cincuenta heridos en múltiples ataques israelíes, afirmando que los indicios sugerían que al menos dos de esos ataques fueron indiscriminados y, por lo tanto, en violación de las leyes internacionales. Por otra parte afirmó que las milicias palestinas dispararon más de 120 cohetes entre el 10 y el 12 de noviembre, hiriendo al menos a cuatro civiles israelíes y condenó estos ataques, ya que los mismos no estaban dirigidos a objetivos militares concretos.
El 10 de noviembre mismo, milicias palestinas dispararon un misil antitanque contra un jeep del ejército israelí durante una patrulla fronteriza, hiriendo a cuatro soldados, uno de los cuales quedó en estado crítico. La Fuerza Aérea Israelí respondió con nuevas incursiones aéreas.

## Desarrollo

### 14 de noviembre
La operación se inició a las 16:00 (hora de Israel) con un ataque aéreo dirigido contra Ahmed Yabari, jefe del ala militar de Hamás. Esta acción fue seguida por nuevos ataques contra 20 objetivos de Hamás en la Franja, entre los que se incluían lanzacohetes subterráneos y un almacén de municiones y misiles Fajr-5 de largo alcance de fabricación iraní. La flota israelí en el Mediterráneo también se sumó a la operación y bombardeó objetivos en la ciudad.
Los cohetes procedentes de Gaza continuaron impactando las ciudades de Beerseba, Asdod y Ofakim. El sistema de defensa antimisiles Cúpula de Hierro interceptó 27 de estos proyectiles. Alrededor de 55 cohetes fueron lanzados durante la noche del 14 de noviembre, incluyendo un Grad, en dirección al Centro de Investigación Nuclear del Néguev cerca de Dimona. Esa misma noche, Benjamín Netanyahu anunció que el gabinete israelí autorizó un llamamiento parcial de reservistas en caso de que fueran necesarios para una gran operación terrestre.

### 15 de noviembre

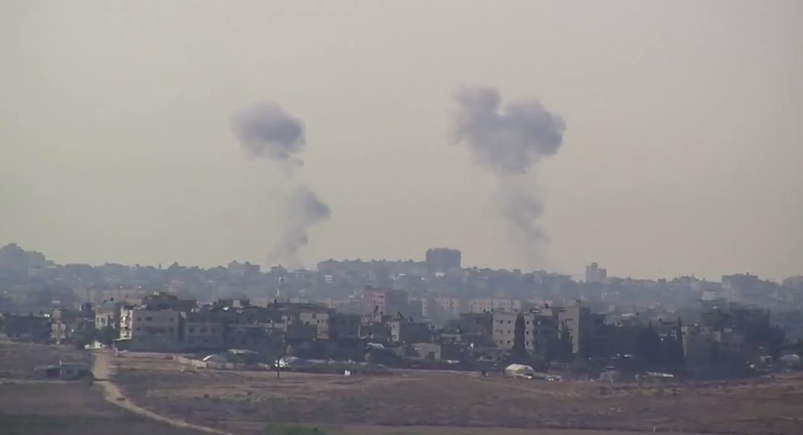
Columnas de humo se elevan sobre Gaza tras un ataque aéreo israelí sobre una zona densamente poblada.

Israel continuó su ofensiva durante la noche, llevando a cabo más de cien ataques contra objetivos en Gaza. Un portavoz de las IDF aseguró que siete combatientes habían sido muertos durante ellos. Según otras fuentes fueron unos 70 los bombardeos. Durante los ataques israelíes, murieron doce civiles palestinos, entre ellos el hijo de un cronista de la BBC (de 11 meses de edad, junto a otras seis personas menores de 21 años) y un docente de la ONU que daba clases en la región. Por otra parte, fuentes palestinas elevaron esta cifra a 15 personas, incluyendo cinco combatientes y dos niños.
Tres civiles israelíes murieron cuando un cohete cayó en un edificio de cuatro pisos en Kiryat Mal'aji, dejando también cinco heridos en el lugar, entre ellos uno de gravedad, un niño de 11 meses de edad. Otros trece israelíes fueron heridos en distintos lugares. Una residencia en Asdod y una escuela en Ofakim fueron alcanzadas también. La fuerza aérea israelí lanzó folletos sobre Gaza advirtiendo a sus residentes que se mantuvieran a distancia de las milicias, sus bases e instalaciones.
Ese mismo día, al menos dos cohetes Fajr-5 cayeron en las afueras de Tel Aviv. Esta fue la primera vez que la región del Gush Dan fue blanco de cohetes desde la Guerra del Golfo Pérsico, cuando Saddam Hussein lanzó contra ella una serie de misiles Scud.

### 16 de noviembre
El primer ministro de Egipto, Hesham Qandil, realizó una visita a la Franja de Gaza. El propósito oficial de la visita era «mostrar solidaridad con el pueblo palestino». El gobierno israelí acordó con su par egipcio un alto el fuego de 3 horas durante la visita. A pesar de ello, alrededor de 50 cohetes fueron disparados desde Gaza durante este tiempo, alcanzando el sur de Israel. Hamás argumentó que las IDF bombardearon la casa de uno de sus comandantes durante la tregua, algo que éstas niegan, acusando por su parte a Hamás de la violación del cese el fuego.

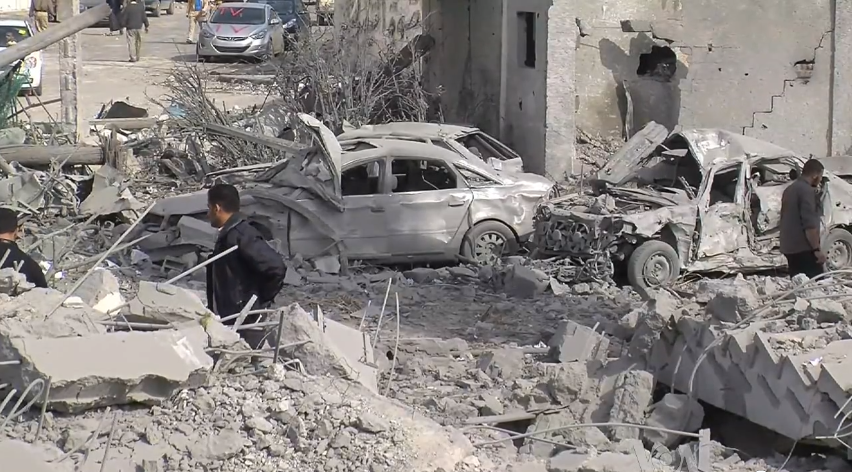
Destrozos en Gaza tras un bombardeo israelí.

Mohammed Sadallah, un niño gazatí de cuatro años, resultó muerto tras una explosión en Annazla, atribuida inicialmente a una bomba israelí, aunque expertos del Centro palestino de derechos humanos examinaron el sitio y creen que fue un cohete palestino. Su madre admite que cualquiera de los dos supuestos podría ser posible.
Durante la noche, alrededor de 500 cohetes fueron disparados desde Gaza. El sistema de defensa antimisiles israelí interceptó al menos 184 de estos. Por primera vez los palestinos lanzaron cohetes hacia Jerusalén.
Esa misma noche el ministro de Defensa, Ehud Barak, consiguió el apoyo del gabinete israelí para ampliar la movilización de reservistas de 30 000 a 75 000. El ministro de Relaciones Exteriores Avigdor Lieberman, declaró que estaban considerando firmemente la posibilidad de una operacón terrestre pero que el gobierno actual no estaba considerando el derrocamiento del gobierno de Hamás en la Franja, y que lo tendría que decidir el próximo gobierno.

### 17 de noviembre
Minutos después de la medianoche el ejército israelí realizó más de 200 ataques aéreos contra objetivos del «brazo armado» de Hamás y sedes de su gobierno, siendo el más importante de ellos el que destruyó un edificio de cuatro pisos donde se encontraba la oficina del primer ministro en Gaza y líder de Hamás, Ismail Haniya, donde se encontraban varios depósitos de explosivos que provocaron una gran detonación en cadena. Otros objetivos fueron la destrucción de veinte túneles de contrabando en Rafah y 120 puntos de lanzamiento de proyectiles, la sede de la policía de la ciudad de Gaza y un edificio de 3 plantas propiedad del oficial de Hamás, Abu Hassan Salah, donde treinta personas fueron rescatadas de los escombros. Posteriormente la fuerza aérea destruyó un transformador, dejando sin electricidad a unas 400 000 personas y el edificio del Ministerio del Interior.
La Organización Mundial de la Salud informó de que «los hospitales en Gaza están desbordados con heridos de los bombardeos israelíes y se enfrentan a una seria escasez de medicamentos y suministros médicos», e hizo un llamamiento pidiendo ayuda internacional para poder cubrir las necesidades durante tres meses. Citando fuentes del Ministerio de Sanidad de Gaza, declaró que habían sido heridas 382 personas, 245 adultos y 137 niños. Muchos de los heridos atendidos en los hospitales sufrían de graves quemaduras, heridas provocadas por el derrumbe de edificios y heridas en la cabeza. Portavoces del ejército israelí dijeron que habían matado a once supuestos «terroristas» ese día.
Mientras el ministro de defensa israelí anunciaba que el puesto fronterizo de Kerem Shalom abriría para permitir la entrada de suministros civiles, Eli Yishai, ministro del interior israelí, declaraba que «el objetivo de la operación es devolver Gaza a la Edad Media» destruyendo su infraestructura, incluidas carreteras y pozos.
Más de 70 cohetes fueron lanzados sobre el sur de Israel, causando heridas a dieciséis personas. Dos Fajr-5 dirigidos contra Tel Aviv fueron interceptados, mientras que otros dos cohetes cayeron en las afueras de Jerusalén. Las Brigadas de Ezzeldin Al-Qassam aseguraron en un comunicado que sus milicianos habían derribado un avión de guerra israelí con un misil tierra-aire, aunque la información fue negada por Israel.
En Cisjordania se produjeron diversas manifestaciones de apoyo a los gazatíes, reprimidas por las fuerzas israelíes con docenas de heridos y varios arrestos.
A lo largo del día, tuvieron lugar en El Cairo varias reuniones diplomáticas para encontrar una salida negociada al conflicto de Gaza. En ellas participaron líderes de Hamás, el primer ministro turco, Recep Tayyip Erdoğan, y los ministros de Exteriores de la Liga Árabe, convocados de urgencia por el gobierno egipcio. El presidente Morsi se reunió también con el emir de Catar, Jamad Ibn Jalifa al-Tani. Uno de los líderes de Hamás en el exilio, Jaled Meshal, se reunió con los responsables de los servicios de inteligencia egipcios que actuaban de mediadores entre la milicia islamista y el gobierno israelí.
El presidente de los Estados Unidos, Barack Obama, pidió contención al gobierno israelí para que evite una escalada militar en la Franja de Gaza, apoyando al mismo tiempo su derecho a la autodefensa.

### 18 de noviembre

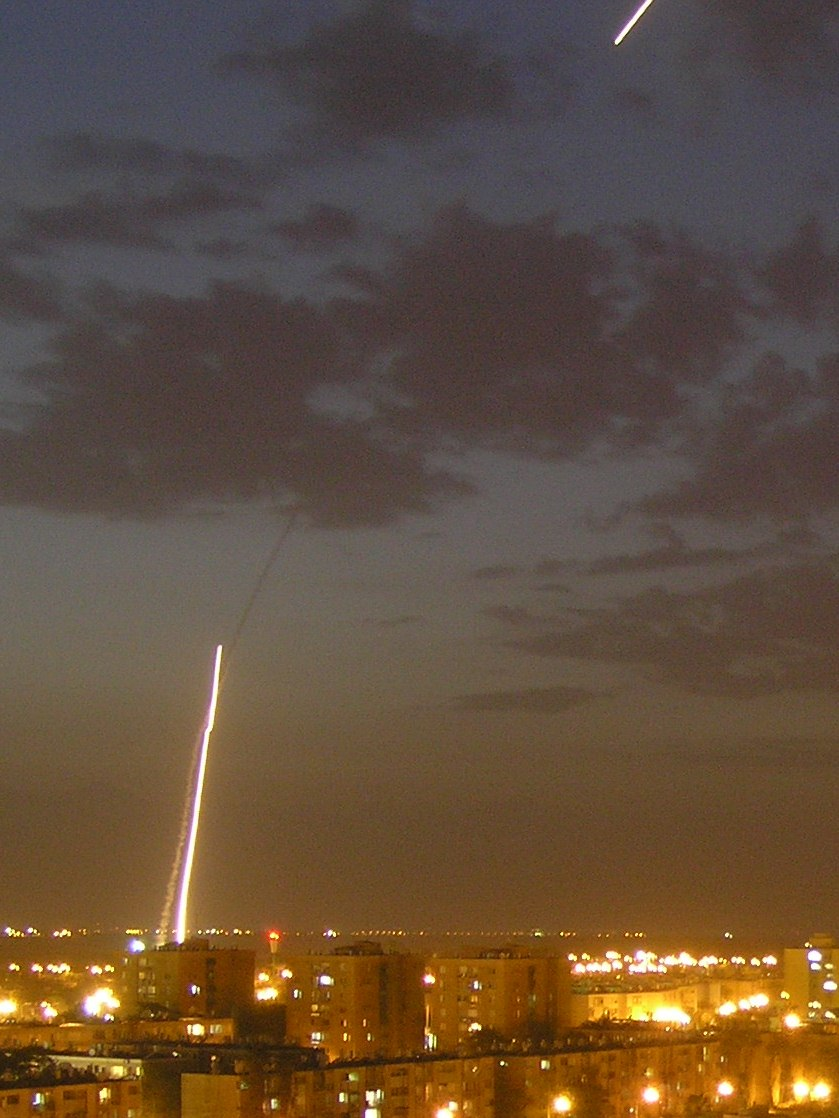
La Cúpula de Hierro dispara dos misiles desde una ciudad israelí para interceptar los cohetes palestinos.

El jefe del Estado mayor israelí, Benny Gantz, ordenó intensificar los bombardeos por mar y aire en medio de rumores sobre un posible alto el fuego mediado por Egipto. Mientras aumentaban las presiones internacionales para lograr una desescalada en el conflicto, el ministro de Exteriores británico, William Hague, declaró a Sky News que la comunidad internacional, incluido el Reino Unido, difícilmente apoyaría una invasión terrestre de la Franja que causaría más bajas civiles y amenazaría con prolongar el conflicto.
En la madrugada del domingo aviones de combate israelíes bombardearon dos edificios de medios de comunicación, un campo de entrenamiento de los Comités de Resistencia Popular e infraestructuras de las Brigadas de Ezzeldin Al-Qassam localizadas en Rafah y en Gaza. El bombardeo de los dos edificios que albergaban oficinas de medios de comunicación locales y extranjeros causaron heridas a ocho periodistas y suscitaron la condena de organizaciones profesionales. Allí trabajaban, entre otros, la agencia palestina de noticias Maan, la cadena alemana ARD, Sky News, y las cadenas de televisión Al Aqsa y Al Quds. Una niña de 13 años y su tío resultaron muertos por un proyectil naval israelí mientras estaban sentados en la playa cercana a la ciudad de Gaza. Un estudiante y otra persona murieron como consecuencia de un ataque aéreo israelí en un área abierta de una escuela de niñas de la UNRWA. Hubo seis heridos más, incluyendo una oficinista femenina de la escuela. Según los servicios de salud del territorio palestino, al terminar el día habían muerto 29 palestinos, y según la agencia France Presse al menos 31; ambas fuentes coincidieron en que 10 de ellos eran niños.
Un misil palestino impactó contra un edificio en Ascalón, hiriendo a dos personas. Otros proyectiles dirigidos contra la ciudad de Asdod y Tel Aviv fueron interceptados y destruidos en pleno vuelo.
Israel facilitó el paso de ochenta camiones cargados de ayuda humanitaria con suministros médicos y alimentos hacia la Franja a través de Kerem Shalom. Según informaron fuentes del ministerio de Exteriores israelí, Hamás no autorizó a 22 ciudadanos extranjeros que querían abandonarla, violando así los derechos de los extranjeros neutrales en época de guerra. Entre estos rehenes se encontraban nueve ciudadanos italianos, uno canadiense, otro de Corea del Sur, uno de nacionalidad francesa y seis periodistas de Japón. También a dos miembros de la Media Luna Roja de Turquía se les impidió la salida. Israel anunció que el cruce de Erez estaría abierto a los extranjeros que desearan cruzar desde Gaza a Israel.

### 19 de noviembre
Israel lanzó varias decenas de ataques aéreos y disparos de artillería sobre Gaza durante la noche y la mañana del lunes 19 de noviembre, acompañados por bombardeos de su marina situada frente a la costa. A las 2:00 de la mañana, hora local, la sede de la policía de Gaza fue bombardeada. En esta misma ciudad, los aviones israelíes bombardearon por segunda vez el edificio que albergaba la televisión Al Aqsa y oficinas de medios extranjeros como Sky News y Al-Arabiya.
En estos ataques mataron a 14 palestinos. Cuatro de ellos murieron en el barrio de Zeitún de la ciudad de Gaza, cuando su casa fue bombardeada, falleciendo entre ellos un niño de 4 años y dos mujeres de 19. Asimismo fueron heridas cuarenta personas, 25 de ellas niños. Un helicóptero Apache disparó un misil contra un coche que estaba circulando, matando a 3 personas de la misma familia. Los médicos palestinos informaron también de la muerte de un niño de 18 meses en un ataque con misiles en el área de As-Saraya.
150 cohetes fueron lanzados hacia Israel y de ellos más de 135 contra el sur del país, impactando en las ciudades de Ascalón, Asdod, Beersheba, Sderot, Eshkol y Shaar Hanegev. No hubo muertos, pero sí seis heridos y fueron destruidas una escuela y dos casas.
La cifra total de muertos en la Franja superó las 100 personas el día 19 de noviembre. Según datos del Ministerio de Sanidad palestino, un 40% de ellos eran civiles y los heridos excedían de los 700. Las IDF informaron que desde el inicio de la operación más de 540 cohetes habían sido lanzados desde Gaza, pero 290 habían sido interceptados.

### 20 de noviembre

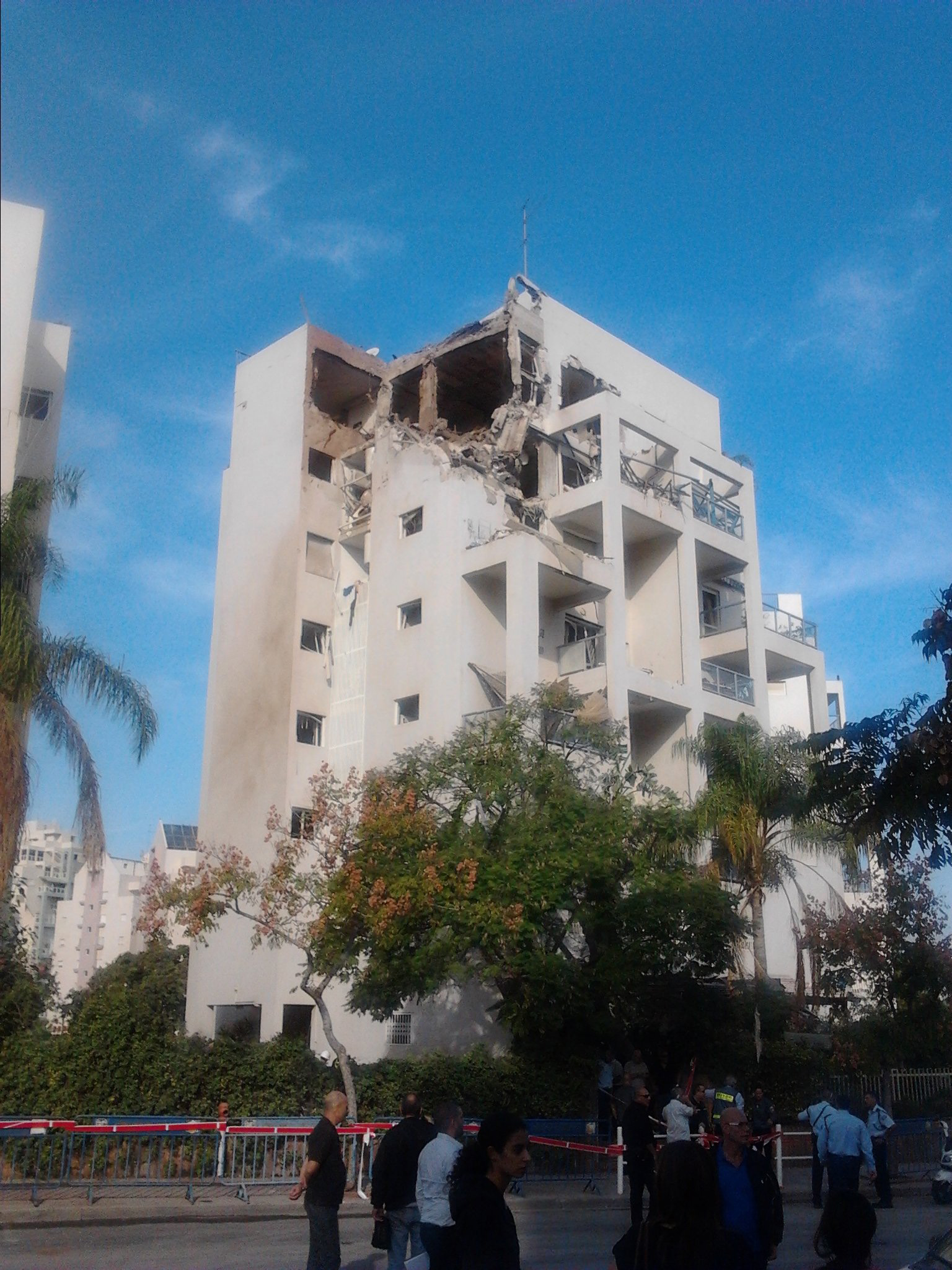
Edificio de apartamentos de Rishon LeZion alcanzado por un cohete palestino

El ejército israelí atacó el martes a 11 células de Hamás y 30 lanzadores de cohetes, desencadenando un intenso fuego de artillería. Tres combatientes de Hamás murieron, dos de los cuales estaban relacionados con el lanzamiento de cohetes. Se informó de que la IDF había destruido cincuenta túneles de contrabando de armas desde el comienzo de la operación. Sobre las 16:00, una hora después de que los militares israelíes lanzaran panfletos pidiendo a la población que evacuaran el centro, varios ataques aéreos fueron lanzados sobre la ciudad de Gaza. Los drones dispararon contra dos coches en Sabra, matando a seis personas, algunas de las cuales resultaron difíciles de identificar. Cuatro hombres murieron en la parte este de la ciudad de Gaza. En Zeitún, dos niños murieron mientras jugaban al fútbol en la calle. Durante una hora, los bombardeos se abatieron sobre la ciudad de Bait Hanun, en el norte de la Franja, sobre la ciudad de Rafah en el sur y sobre la ciudad de Deir al-Balah.
Se repitieron los ataques contra medios de comunicación en Gaza. El ejército israelí disparó contra el edificio donde se encontraban las oficinas de la Agence France-Presse, pero no hubo heridos. Dos operadores de cámara de la cadena de televisión Al Aqsa fueron quemados vivos en su coche por el impacto de un misil, al volver de un reportaje en el hospital Shifa de Gaza. Otro misil mató a un empleado de la radio educativa Al Quds Educational Radio, mientras conducía. El portavoz del gobierno de Israel declaró que eran miembros operativos de Hamás y que para ellos los canales de televisión Al Aqsa y Al Quds eran parte de esta organización.
El mismo día, Hamás ejecutó a seis palestinos acusados de colaborar con el enemigo. Según ellos, los hombres fueron «cogidos in fraganti» con cámaras y equipos de alta tecnología para localizar posiciones. El cuerpo de uno de los presuntos colaboradores fue encadenado a una motocicleta y arrastrado por las calles.
Más de 80 cohetes fueron disparados hacia el sur de Israel desde Gaza en la mañana del 20 de noviembre. Más tarde, milicianos palestinos dispararon 18 cohetes contra Beersheba. Al menos nueve fueron interceptados, mientras que otros tres cayeron sobre la ciudad, pero sin causar víctimas. El Centro Médico de la ciudad de Barzilai trasladó su sala de emergencias a un sótano fortificado, después de que cohetes cayeran cerca de la sala de maternidad del hospital. Por segunda vez, las sirenas sonaron en Jerusalén, cuando dos cohetes fueron disparados contra la ciudad, cayendo en un área abierta de Cisjordania entre dos aldeas palestinas. En Eshkol murió un soldado israelí y un civil y fueron heridas cinco personas. Otro impacto sobre un edificio de seis pisos en Rishon LeZion causó heridas a cuatro personas.
En Cisjordania los palestinos protestaron por los ataques israelíes contra Gaza en lugares como Hebrón y sus alrededores, en la Universidad de Birzeit, en la ciudad de Bitunia, en los pueblos de Furiq y Qalqilya y en el campo de refugiados de Ofer. En algunos casos, los manifestantes lanzaron piedras y cócteles molotov contra las fuerzas israelíes, que respondieron con contundencia: un palestino fue muerto a tiros en Halhul, al norte de Hebrón y otro que resultó herido de bala en Nabi Salah, murió a consecuencia de sus heridas. Por la mañana, miles de palestinos se manifestaron en Ramala, llamando a la unidad de los palestinos y al cese de las rivalidades entre las facciones.

### 21 de noviembre

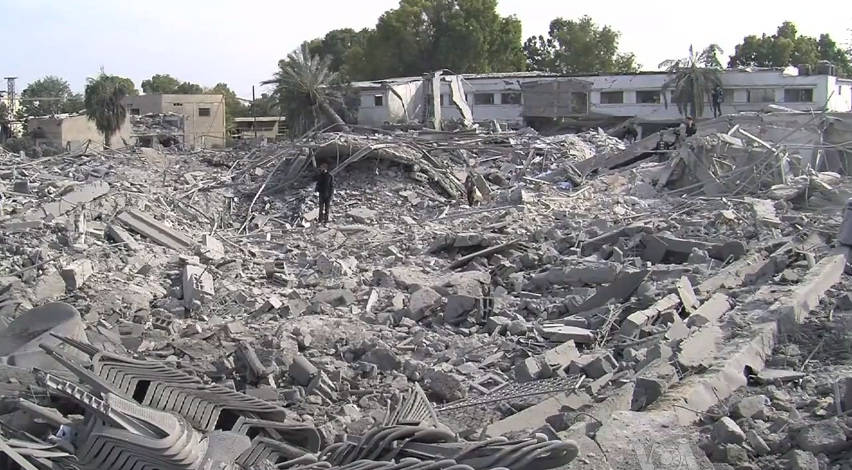
Edificios de Gaza arrasados tras un bombardeo israelí.

La oficina de Al Jazeera en la ciudad de Gaza fue bombardeada por los israelíes la mañana del 21 de noviembre, dañando también la oficina de Associated Press y el edificio Abu Khadr del gobierno. La oficina de Agence France-Presse sufrió un nuevo bombardeo israelí, ataque que dejó a un niño de dos años muerto y un herido.
Las IDF estimaron haber realizado un centenar de ataques a la Franja de Gaza en el día, en los que murieron once personas según la televisión Al Aqsa o cinco según otros medios. Con la primera cifra, el total de palestinos fallecidos se elevaría a 142 en ocho días. En el mismo tiempo murieron 5 israelíes. A estos bombardeos respondieron los palestinos con al menos 62 lanzamientos de cohetes según unos medios o 116 según otros.
El mismo día, una bomba explotó en un autobús público en la ciudad de Tel Aviv, hiriendo a 28 personas, tres de ellas gravemente. Hasta ese momento hacía al menos cinco años que no se producía una acción de esas características.
Aunque numerosos países condenaron el ataque y lo describieron como un acto «terrorista», Hamás lo elogió sin reivindicar la responsabilidad directa del mismo, considerándolo la «respuesta natural» a la ocupación y las masacres contra los civiles en Gaza.

#### Alto el fuego del 21 de noviembre
Después de varios días de iniciativas diplomáticas encaminadas al cese de la violencia, y de la mediación de los servicios de inteligencia egipcios entre Hamás y el gobierno israelí, el 20 de noviembre, llegaron a la región el secretario general de la ONU, Ban Ki-moon y la secretaria de Estado de los Estados Unidos, Hillary Clinton. Se entrevistaron por separado con el primer ministro israelí, Benjamin Netanyahu y con el presidente de la Autoridad Nacional Palestina, Mahmud Abbas, antes de que Clinton se uniera a las negociaciones en El Cairo.
El 21 de noviembre, Hillary Clinton y el ministro de Relaciones Exteriores de Egipto, Mohamed Kamel Amr, anunciaron en El Cairo un alto el fuego que entró en vigor a las 19:00 GMT. En él se acordaba por ambas partes, con la garantía de Egipto como auspiciador del acuerdo, detener las hostilidades y discutir 24 horas más tarde la apertura de los pasos fronterizos.

### 22 de noviembre
La región vivió su primera noche de calma en ocho días, aunque según el ejército israelí hubo cinco lanzamientos de cohetes palestinos, que no causaron daños ni heridos. Asimismo, durante la noche detuvieron a 55 palestinos en diferentes puntos de Cisjordania.
El 22 de noviembre Gaza volvió a su rutina diaria: se reabrieron las escuelas, las tiendas y centros comerciales (que permanecieron cerrados durante los ocho días de enfrentamiento), las personas emigradas y refugiados volvieron a sus hogares, reanudando su actividad cotidiana. En Israel igualmente, las personas comenzaron a volver a las ciudades de Tel Aviv y Jerusalén, reactivándose la economía, el comercio y las actividades diarias.
Según datos publicados por la Organización Mundial de la Salud, el número de muertos palestinos en Gaza se elevaba a 165 (139 hombres, 22 mujeres y 4 aún sin identificar) de los cuales 42 (26%) son niños; 17 tenían menos de 5 años. Hubo 1269 heridos (911 hombres y 358 mujeres) de los que 431 (34%) son niños; 134 tenían menos de 5 años.

### 23 de noviembre
Pese a la tregua vigente, un incidente cerca de la frontera dejó una víctima mortal palestina, causada por el ejército israelí. Varios palestinos más resultaron heridos de bala. Se habían adentrado en la llamada «zona de seguridad», vetada a los palestinos. Consiste en una franja de 300 metros de ancho que Israel estableció a lo largo de la frontera, del lado gazatí. Los palestinos fueron a visitar las tierras que no habían podido cultivar desde la Segunda Intifada, doce años antes, tras oír a políticos y analistas en televisión que ya podían volver a utilizarlas según una de las cláusulas del acuerdo. Las autoridades de Hamás inmediatamente denunciaron la «violación de la tregua» a Egipto, garante del acuerdo, y enviaron a guardias uniformados a patrullar la zona para evitar que los gazatíes se acercasen a la verja.

## Medios de comunicación social e internet
Este conflicto ha sido considerado como el primero que se retransmite en directo a través de las redes sociales y plataformas digitales, ya que desde el comienzo las IDF tuitearon el ataque en el que asesinaron al líder de Hamás. Ambos bandos han tratado de utilizar el ciberespacio y los medios sociales.
Esta situación ha atraído la atención tanto de la prensa internacional como del grupo Anonymous, por ejemplo, que decidió ponerse del lado de los gazatíes y publicar los datos personales de 5000 funcionarios israelíes, atacando además 700 sitios gubernamentales de Israel, entre ellos el del Banco de Jerusalén, el Ministerio de Defensa, el blog de las Fuerzas de Defensa y el sitio web oficial del presidente.
Ese interés se ve magnificado por las dificultades de acceso a Gaza y lo que ha sido percibido por algunos como la destrucción deliberada de los medios, tanto palestinos como extranjeros en Gaza.
El ejército israelí hizo amplio uso de Twitter y de un blog en vivo para informar sobre sus operaciones. La cuenta de las IDF en Twitter ganó más de 50 000 nuevos seguidores en 24 horas. Hamás también hizo uso de este medio, dando a conocer sus ataques con cohetes y morteros y creó un vídeo para advertir a la población civil de Gaza que no participaran en la «difusión de rumores». Un portavoz del Ministerio del Interior de Gaza dijo que solo el ministerio transmitiría «información necesaria a fin de salvaguardar su verdad».

## Consecuencias
Los bombardeos israelíes produjeron daños por valor de 300 millones de dólares en el territorio de la Franja de Gaza. El más afectado fue el sector agrícola (120 millones), principal fuente de recursos de la población gazatí, mientras que el comercial sufrió pérdidas por otros 40 millones. Las personas fallecidas en los enfrentamientos fueron más de 170 y los heridos cerca de 1 300.
A finales de noviembre, las negociaciones posteriores al acuerdo de alto el fuego entre Hamás e Israel flexibilizaron las restricciones relativas a las zonas de pesca y de agricultura. Las autoridades israelíes permitieron la pesca hasta un límite de 11 km de la costa, en vez de los 5.55 km impuestos desde la Operación Plomo Fundido de 2008-2009. Los acuerdos de Oslo habían fijado el límite en 37 km, pero Israel nunca permitió que los pescadores gazatíes se alejaran a más de 22 km. Se acordó también que los agricultores pudieran cultivar sus tierras hasta 100 m de la barrera perimetral de la Franja, en vez de 300 m. De acuerdo con una directiva adoptada por el ejército israelí al finalizar la Operación Pilar de Defensa, los soldados dispararían con fuego real a las piernas de toda persona que se acerque a menos de 100 m de la barrera.
El 26 de noviembre de 2012 Filippo Grandi, el Comisionado de la Agencia de la ONU para los Refugiados Palestinos (UNRWA), solicitó el levantamiento del bloqueo israelí sobre la Franja en todos sus aspectos, lo que incluye los pasos fronterizos, las zonas de pesca, las importaciones y las exportaciones. Subrayó que la falta de actuación sobre estos temas podría acarrear graves consecuencias, porque se regresaría al estatus quo previo y en poco tiempo la violencia resurgiría. A primeros de diciembre de 2012, Richard Falk, enviado especial de la ONU para los derechos humanos en los territorios palestinos ocupados, realizó una visita a Gaza e informó que escuchó aviones de guerra israelíes sobrevolar la zona y reportó incursiones militares en el territorio. Ese experto independiente instó a Israel a cumplir estrictamente con el acuerdo del alto el fuego y pidió a la comunidad internacional que presionara a ese país para que se pudiera mantener el cese de las hostilidades.